# کریستین لاتهام
کریستین لاتهام (انگلیسی: Christine Latham؛ زادهٔ ۱۵ سپتامبر ۱۹۸۱) بازیکن فوتبال اهل کانادا است.
از باشگاه‌هایی که در آن بازی کرده‌است می‌توان به بوستون بریکرز اشاره کرد.
وی همچنین در تیم ملی فوتبال زنان کانادا بازی کرده‌است.